# 史効
史效（1452年—？），字廷忠，直隸淮安府山陽縣人，軍籍，明朝政治人物。進士出身。

## 生平
早年出身國子生，成化十年（1474年）甲午科應天鄉試第八十名。成化十四年（1478年）戊戌科會試第二百五名，殿試登進士第三甲第一百五十一名。任山東臨朐縣知縣，弘治八年（1495年）三月由直隸新安縣知縣升南京太僕寺丞。

## 家族
曾祖父史谷平。祖父史景餘，贈右參議。父亲史敏，曾任右參議。母潘氏，封恭人。重慶下。兄史劲（教諭）。